# 五・一六通知

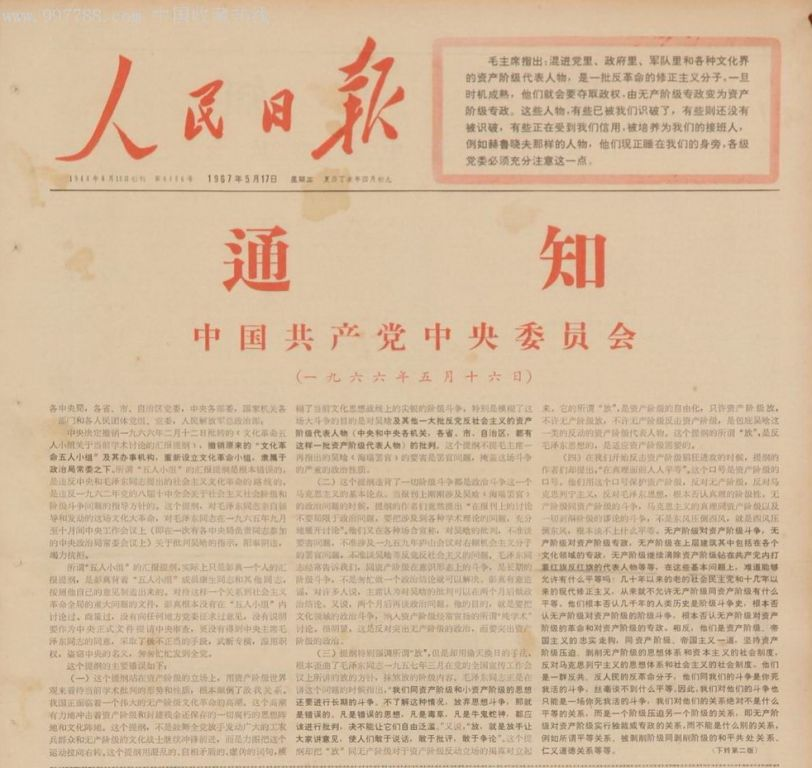
五・一六通知

五・一六通知（ご・いちろくつうち）は、1966年5月16日に中国共産党中央政治局拡大会議で採択された決定事項。前年に姚文元が発表した評論「新編歴史劇『海瑞罷官』を評す」をきっかけに起きた中国共産党内での議論を収拾させる動きを撤回し、事実上文化大革命の推進に舵を切ったとされる。

## 背景
後に四人組のメンバーとなる姚文元は、1965年11月10日、上海の日刊紙『文匯報』に「新編歴史劇『海瑞罷官』を評す」を寄稿し､その中で呉晗が1961年に発表した戯曲『海瑞罷官』を、「プロレタリア独裁と社会主義に反対する『毒草』」だと批判した。呉晗は当時、北京市の副市長を務めており、姚文元はその上司である彭真、さらには国家主席の劉少奇に対する批判を意図していた。12月になると毛沢東はこの議論に関して、作中の海瑞を彭徳懐に結びつける談話を発表した。
こうした情勢に対して「文化革命五人小組」の組長だった彭真は1966年2月に小組を招集して、論争を学術の枠内で収めるように図る「二月要綱」を作成し、党内の了承（毛沢東は黙認）を得た。ところが毛沢東は4月10日に、「二月要綱」は間違っており党中央宣伝部は左派を支持していないと批判に回っていた。

## 内容
主な内容は以下の点である。
- 「二月要綱」の取り消し
- 「文化革命五人小組」を廃止して、新たに「中央文化革命小組」を設置

また、各領域の「ブルジョア階級の代表者」を批判一掃して権力を奪取せよと呼びかける内容も含まれていた。
拡大会議では、彭真が陸定一、羅瑞卿、楊尚昆と結託した「反党集団」であると林彪から非難されて失脚した。
現在では「通知」は文化大革命の発動を宣言した文書であるとみなされている。